# Сосновка (Глуховский район)
Сосно́вка (укр. Соснівка) — село, Сосновский сельский совет, Глуховский район, Сумская область, Украина.
Код КОАТУУ — 5921587101. Население по переписи 2001 года составляло 658 человек.
Является административным центром Сосновского сельского совета, в который, кроме того, входят село Катериновка.

## Географическое положение
Село Сосновка находится на левом берегу реки Клевень, выше по течению на расстоянии в 3,5 км расположено село Катериновка, ниже по течению на расстоянии в 4,5 км расположен пгт Шалыгино, на противоположном берегу — село Сварково.
Вокруг села много ирригационных каналов.
Рядом проходит автомобильная дорога E 38 (Т-2502).

## Происхождение названия
На территории Украины 33 населённых пункта с названием Сосновка.

## История
- Село Сосновка известно с середины XVII века.

## Экономика
- Молочно-товарная ферма.

## Достопримечательности
- Братская могила советских воинов.
- Глинская пустынь (Свято-Рождества Богородицы ставропигиальный мужской монастырь).

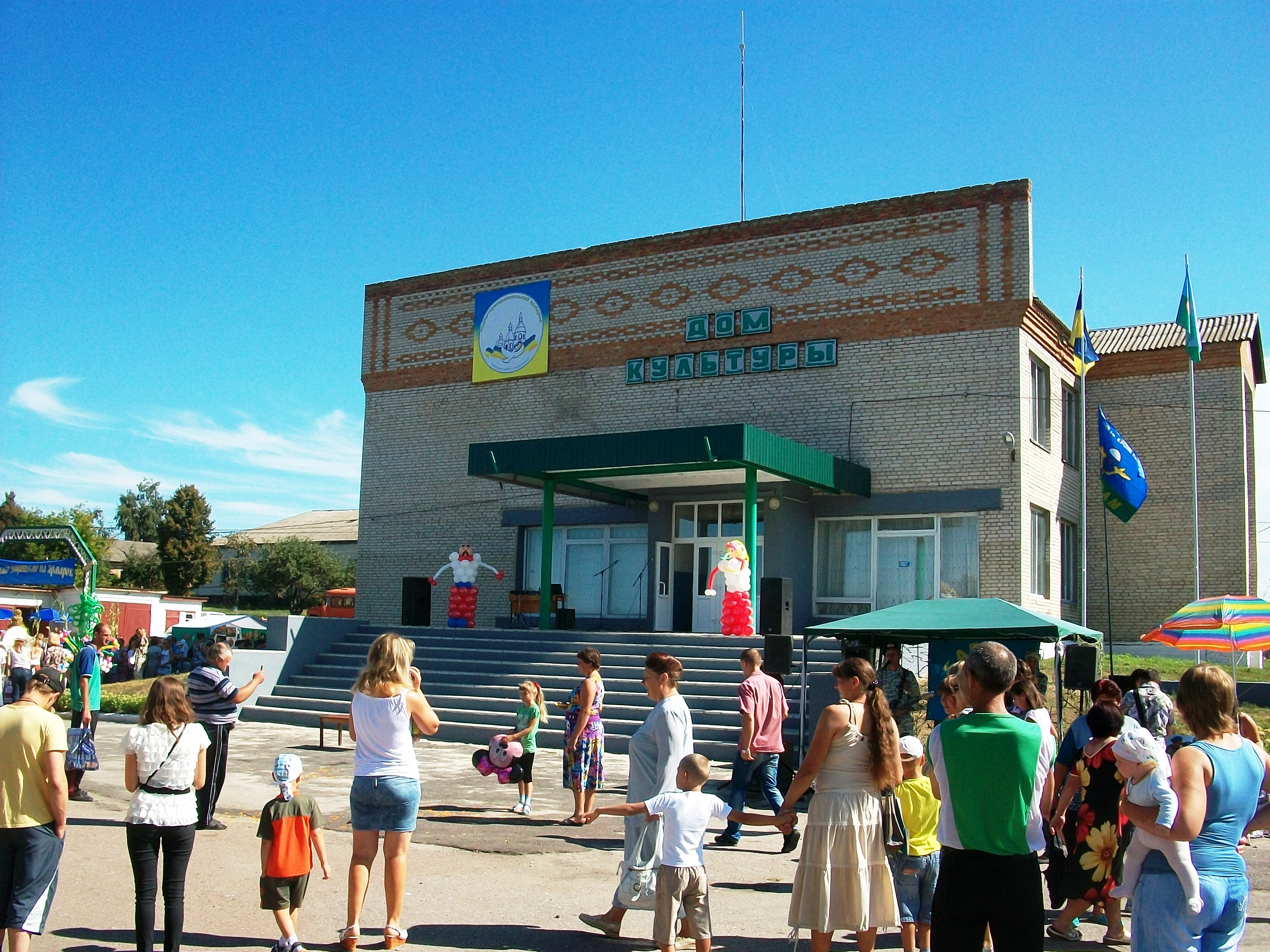
Дом культуры

## Объекты социальной сферы
- Детский сад.
- Школа.
- Клуб.
- Дом культуры.
- Фельдшерско-акушерский пункт.
- Спортивная площадка.
- Стадион.